# 160259 Mareike
160259 Mareike è un asteroide della fascia principale. Scoperto nel 2002, presenta un'orbita caratterizzata da un semiasse maggiore pari a 3,475528725 UA e da un'eccentricità di 0,0683780, inclinata di 2,0527881° rispetto all'eclittica.
L'asteroide è dedicato a Mareike Hönig (1981-), moglie dello scopritore.